# Черепинське поселення
Черепинське поселення — археологічна пам'ятка, тришарове поселення, багатошарове ранньослов'янське поселення 1—4 століття біля с. Черепин Пустомитівського району Львівської області. 
Розкопки проводилися у 1954—1956 і 1964—1965 роках. Під час розкопок виявлено господарські ями та печі доби раннього заліза (7—6 століття до н. е.), два житла-напівземлянки липицької культури (1—2 століття), вісім жител-напівземлянок (два з них мали печі-кам'янки) і 14 ям-комор черняхівської культури (3—4 століття). У черняхівському шарі виявлено значну кількість ліпного і гончарного посуду, амфори, знаряддя праці (ножі, шила, струг), жорнові камені, точильні бруски, предмети побуту і прикраси (якореподібні ключі, фібули, бронзову фігурку лева, гребені з кістки та ін.). Мешканці черняхівського поселення займалися землеробством та скотарством. Наявність кам'яної ливарної формочки вказує на бронзоливарну справу.